# Sylviane Puntous
Sylviane Puntous (* 1963 in Montreal, Québec) ist eine ehemalige kanadische Triathletin. Mit zwei Siegen (1983 und 1984) und drei zweiten Plätzen beim Ironman Hawaii sowie zwei dritten Plätzen beim Triathlon Longue Distance de Nice gehörte sie zusammen mit ihrer Zwillingsschwester Patricia zu den dominierenden Frauen im Triathlon der 1980er-Jahre.

## Werdegang
Sylviane Puntous kam zwei Minuten vor ihrer eineiigen Zwillingsschwester Patricia zur Welt.
Beide wuchsen als Kinder französischer Emigranten in Montreal auf und begannen als Kinder und Jugendliche zunächst mit Schwimmen, wechselten dann zur Leichtathletik, wo beide zur kanadischen Elite über 1500 und 3000 Meter gehörten. 1982 wechselten sie zum Triathlon und starteten als eine der ersten Profi-Triathletinnen.

### Siegerin des Ironman Hawaii 1983 und 1984
Am 22. Oktober 1983 konnte Sylviane fünf Minuten vor ihrer als zweite Frau einlaufenden Schwester Patricia als erste Nicht-Amerikanerin den Ironman Hawaii gewinnen. 1984 wiederholte beide diesen Doppelsieg sogar mit neuem Streckenrekord. 1985 zogen die Puntous-Zwillinge wie die meisten Top-Triathleten einen Start beim Triathlon Longue Distance de Nice einer Titelverteidigung auf Hawaii vor, wo Sylviane hinter Erin Baker und der damaligen Freundin von Dave Scott, Linda Buchanan, Dritte wurde.
1986 starteten die „Puntous-Twins“ wieder beim Ironman Hawaii, wo diesmal Patricia Puntous die Nase vorn hatte und als erste Frau über die Ziellinie lief – dann aber mit dem Vorwurf von Drafting auf dem Rad nachträglich disqualifiziert wurde. Da die Kampfrichter sich nicht sicher waren, welche der beiden Zwillinge von der Maßnahme betroffen war, setzten sie diese erst im Ziel um. Sylviane Puntous belegte so hinter der als Siegerin geehrten Paula Newby-Fraser den zweiten Platz. 1987 und 1989 konnte Sylviane Puntous noch zweimal den zweiten Platz beim Ironman Hawaii erreichen. Beim Triathlon International de Nice, dem anderen bedeutenden Langdistanz-Triathlon der 1980er-Jahre, kam sie allerdings auch bei drei weiteren Starts nie über einen dritten Platz hinaus und scheiterte immer an Paula Newby-Fraser.
Ihre größten Erfolge hatte Sylviane Puntous gemeinsam mit ihrer Schwester auf der Triathlon-Kurzdistanz. Alleine in den sechs Jahren von 1982 bis 1988 konnten die Zwillinge bei 68 der 86 Wettkämpfe, bei denen sie starteten in wechselnder Reihenfolge Platz eins und zwei für sich entscheiden. Ihr Schwerpunkt lag dabei auf den Wettkämpfen der U. S. Triathlon Series. Während Sylviane bei kürzeren Distanzen häufiger gewinnen konnte – soweit sie sich hier nicht Hand-in-Hand den ersten Platz teilten – musste sie auf längeren Distanzen häufiger ihrer Schwester Patricia den Vortritt lassen.
Sylviane und Patricia Puntous sind heute im Laufsport aktiv.

## Auszeichnungen
- 2003 ehrte der kanadische Triathlonverband Triathlon Canada, der ihren Einfluss auf die Sportart an der überdurchschnittlich großen Anzahl weiblicher Top-Triathleten aus Kanada misst, Sylviane und Patricia Puntous mit der Aufnahme in die Hall of Fame.[4]

## Sportliche Erfolge
| Datum/Jahr    | Rang | Wettbewerb                                        | Austragungsort          | Zeit     | Bemerkung |
| ------------- | ---- | ------------------------------------------------- | ----------------------- | -------- | --- |
| 10. Sep. 2001 | 11   | Triathlon Internacional de Santos                 | Santos                  | 02:33:05 | |
| 10. Sep. 1989 | 1    | San Diego Bud Light Triathlon                     | San Diego               | 02:02:10 | vor Colleen Cannon und Patricia Puntous                                                                       |
| 9. Juli 1989  | 1    | Bud Light Triathlon Series                        | Chicago                 | 02:00:42 | vor Patricia Puntous und Jan Ripple                                                                           |
| 25. Juni 1989 | 3    | Bud Light Triathlon Series                        | Baltimore               |          | hinter Patricia Puntous                                                                                       |
| 1989          | 8    | ITU Triathlon Short Distance World Championship   | Avignon                 | 02:15:38 | Weltmeisterschaft auf der olympischen Distanz                                                                 |
| 1989          | 1    | Bud Light Triathlon Series                        | Phoenix                 | 02:00:42 | vor Patricia Puntous und Jan Ripple                                                                           |
| 1989          | 1    | Bud Light Triathlon Series                        | Miami                   | 02:00:42 | vor Patricia Puntous und Jan Ripple                                                                           |
| 31. Juli 1988 | 3    | Bud Light Triathlon Series                        | Chicago                 |          | hinter Joy Hansen und Patricia Puntous, vor Colleen Cannon und Paula Newby-Fraser                             |
| 5. Juni 1988  | 1    | Heritage International Triathlon                  | Provo                   | 02:26:31 | vor Erin Baker, Colleen Cannon und Patricia Puntous                                                           |
| 2. Aug. 1987  | 1    | Stroh`s Chicago Triathlon                         | Chicago                 | 02:01:03 | vor Patricia Puntous und Jan Ripple                                                                           |
| 29. Sep. 1985 | 2    | USA Triathlon Elite National Championships        | Hilton Head             |          | Zweite hinter Linda Buchanan in South Carolina                                                                |
| 1984          | 1    | U.S. Triathlon series                             | Chicago                 |          | gemeinsam mit Patricia Puntous auf Platz eins eingelaufen                                                     |
| 11. Sep. 1983 | 1    | Manufacturers Hanover's Mighty Hamptons Triathlon | Southampton             | 02:47:28 | gemeinsam mit Patricia Puntous auf Platz eins eingelaufen                                                     |
| 1983          | 1    | USA Triathlon Elite National Championships        | Bass Lake (Kalifornien) | 02:48:18 | Sylviane Puntous gewinnt zeitgleich mit ihrer Zwillingsschwester Patricia vor der Drittplatzierten Julie Moss |

| Datum/Jahr    | Rang | Wettbewerb                                  | Austragungsort | Zeit     | Bemerkung |
| ------------- | ---- | ------------------------------------------- | -------------- | -------- | --- |
| 14. Juni 1992 | 3    | Triathlon Longue Distance de Nice           | Nizza          | 07:05:35 | 4 km Schwimmen, 120 km Radfahren und 32 km Laufen; hinter Paula Newby-Fraser und Donna Peters |
| 17. Juni 1990 | 4    | Triathlon Longue Distance de Nice           | Nizza          | 06:44:22 | 4 km Schwimmen, 120 km Radfahren, 32 km Laufen, hinter Paula Newby-Fraser, Kisten Hansen und Théa Sybesma, vor Patricia Puntous |
| 14. Okt. 1989 | 2    | Ironman Hawaii                              | Hawaii         | 09:21:55 | |
| 28. Mai 1989  | 3    | Triathlon Longue Distance de Nice           | Nizza          | 06:51:45 | 4 km Schwimmen, 120 km Radfahren und 32 km Laufen; hinter Paula Newby-Fraser, vor Patricia Puntous |
| 10. Okt. 1987 | 2    | Ironman Hawaii                              | Hawaii         | 09:36:57 | nur 1:32 Minuten hinter Erin Baker |
| 18. Okt. 1986 | 2    | Ironman Hawaii                              | Hawaii         | 09:53:13 | Sylvianes Schwester Patricia lief als Erste ins Ziel, wurde aber nachträglich wegen Drafting disqualifiziert – Verwechslungen mit Sylviane, die damit hinter Paula Newby-Fraser Zweite wurde, sollen dafür ausschlaggebend gewesen sein, dass die Disqualifikation nicht bereits während des Wettkampfes vollzogen wurde. |
| 13. Okt. 1985 | 3    | Triathlon Longue Distance de Nice           | Nizza          | 06:54:00 | hinter Erin Baker und Linda Buchanan (4 km Schwimmen, 120 km Radfahren und 32 km Laufen) |
| 20. Apr. 1985 | 3    | Tooheys Great Lakes International Triathlon | Forster        | 10:53:31 | hinter Erin Baker und Patricia Puntous |
| 6. Okt. 1984  | 1    | Ironman Hawaii                              | Hawaii         | 10:25:13 | 2:15 Minuten vor ihrer Zwillingsschwester Patricia Puntous; Streckenrekord |
| 22. Okt. 1983 | 1    | Ironman Hawaii                              | Hawaii         | 10:43:36 | vor ihrer Zwillingsschwester Patricia Puntous; Streckenrekord |

| Datum/Jahr | Rang | Wettbewerb                       | Austragungsort | Zeit     | Bemerkung |
| ---------- | ---- | -------------------------------- | -------------- | -------- | --------- |
| 1990       | 3    | ITU World Duathlon Championships | Cathedral City | 03:00:55 |           |

(DNF – Did Not Finish)